# 1969. április 28-i konzisztórium
Az 1969. április 28-i konzisztóriumot VI. Pál pápa hívta össze március 29-én. Összesen 35 új bíborost kreált, 34 pápaválasztó (80 év alatti). A bíborosok közül 2 „in pectore” kreált bíboros, akiknek neve az 1973. március 5-i konzisztóriumon került nyilvánosságra.
| Nº                     | Ország                          | Név                                    | Életkor                | Hivatal                                                             |
| Pápaválasztó bíborosok | Pápaválasztó bíborosok          | Pápaválasztó bíborosok                 | Pápaválasztó bíborosok | Pápaválasztó bíborosok                                              |
| ---------------------- | ------------------------------- | -------------------------------------- | ---------------------- | ------------------------------------------------------------------- |
| 1                      | Kína                            | Paul Yü Pin (Yu Bin)                   | 68                     | a Nankingi főegyházmegye érseke                                     |
| 2                      | Brazília                        | Alfredo Vicente Scherer                | 66                     | a Porto Alegre-i főegyházmegye érseke                               |
| 3                      | Fülöp-szigetek                  | Julio Rosales y Ras                    | 62                     | a Cebui főegyházmegye érseke                                        |
| 4                      | Egyesült Királyság              | Gordon Joseph Gray                     | 58                     | a Saint Andrews-Edinburgh-i főegyházmegye érseke                    |
| 5                      | Új-Zéland                       | Peter Thomas McKeefry                  | 69                     | a Wellingtoni főegyházmegye érseke                                  |
| 6                      | Brazília                        | Miguel Darío Miranda y Gómez           | 73                     | a Mexikóvárosi főegyházmegye érseke                                 |
| 7                      | India                           | Joseph Parecattil                      | 57                     | az Ernakulami főegyházmegye szír-malabár érseke                     |
| 8                      | Amerikai Egyesült Államok       | John Francis Dearden                   | 61                     | a Detroiti főegyházmegye érseke                                     |
| 9                      | Franciaország                   | Gabriel Auguste François Marty         | 64                     | a Párizsi főegyházmegye érseke                                      |
| 10                     | Madagaszkár                     | Jérôme Louis Rakotomalala              | 55                     | a Tananarivei főegyházmegye érseke                                  |
| 11                     | Kanada                          | George Bernard Flahiff C.S.B.          | 63                     | a Winnipegi főegyházmegye érseke                                    |
| 12                     | Franciaország                   | Paul Joseph Marie Gouyon               | 58                     | a Rennes-i főegyházmegye érseke                                     |
| 13                     | Guatemala                       | Mario Casariego y Acevedo C.R.S.       | 60                     | a Guatemalai főegyházmegye érseke                                   |
| 14                     | Spanyolország                   | Vicente Enrique y Tarancón             | 61                     | a Toledói főegyházmegye érseke                                      |
| 15                     | Kongói Demokratikus Köztársaság | Joseph-Albert Malula                   | 51                     | a Kinshasai főegyházmegye érseke                                    |
| 16                     | Ecuador                         | Pablo Muñoz Vega S.J.                  | 65                     | a Quitói főegyházmegye érseke                                       |
| 17                     | Olaszország                     | Antonio Poma                           | 58                     | a Bolognai főegyházmegye érseke                                     |
| 18                     | Amerikai Egyesült Államok       | John Joseph Carberry                   | 64                     | a Saint Louis-i főegyházmegye érseke                                |
| 19                     | Amerikai Egyesült Államok       | Terence James Cooke                    | 48                     | a New York-i főegyházmegye érseke                                   |
| 20                     | Dél-Korea                       | Stephen Kim Sou-hwan                   | 46                     | a Szöuli főegyházmegye érseke                                       |
| 21                     | Spanyolország                   | Arturo Tabera Araoz C.M.F.             | 65                     | a Pamplona-Tudelai főegyházmegye érseke                             |
| 22                     | Brazília                        | Eugênio de Araújo Sales                | 48                     | a São Salvador da Bahia-i főegyházmegye érseke                      |
| 23                     | Németország                     | Joseph Höffner                         | 62                     | a Kölni főegyházmegye érseke                                        |
| 24                     | Amerikai Egyesült Államok       | John Joseph Wright                     | 59                     | a Pittsburghi egyházmegye püspöke és a Kléruskongregáció prefektusa |
| 25                     | Olaszország                     | Paolo Bertoli                          | 61                     | Franciaország apostoli nunciusa                                     |
| 26                     | Olaszország                     | Sebastiano Baggio                      | 55                     | Brazília apostoli nunciusa                                          |
| 27                     | Olaszország                     | Silvio Angelo Pio Oddi                 | 58                     | Belgium apostoli nunciusa                                           |
| 28                     | Olaszország                     | Giuseppe Paupini                       | 62                     | Kolumbia apostoli nunciusa                                          |
| 29                     | Olaszország                     | Giacomo Violardo                       | 70                     | a Szentségi Fegyelmi Kongregáció titkára                            |
| 30                     | Hollandia                       | Johannes Gerardus Maria Willebrands    | 59                     | a Keresztény Egységtörekvés Titkársága elnöke                       |
| 31                     | Olaszország                     | Mario Nasalli Rocca di Corneliano      | 65                     | az Apostoli Kamara prefektusa                                       |
| 32                     | Olaszország                     | Sergio Guerri                          | 63                     | a Vatikánvárosi Állam Pápai Bizottsága elnök-helyettese             |
| 33                     | Franciaország                   | Jean Guénolé Louis Marie Daniélou S.J. | 63                     | jezsuita szerzetespap                                               |
| „in pectore” bíborosok |                                 |                                        |                        |                                                                     |
|                        | Csehszlovákia                   | Štěpán Trochta S.D.B.                  | 64                     | a Litoměřicei egyházmegye püspöke                                   |
|                        | Románia                         | Iuliu Hossu                            | 84                     | a Kolozsvár-Szamosújvári görögkatolikus egyházmegye püspöke         |